# 馬耀潘謀殺案
馬耀潘謀殺案 (Yao Pan Ma) 發生在2020年4月23日，49歲的非裔美國人賈羅德·鮑威爾(英語︰Jarrod Powell)在美國紐約市東哈萊姆區謀殺了61歲的馬耀潘(英語︰Yao Pan Ma)。這次襲擊引起了全美國範圍內的關注，是針對亞裔仇恨犯罪急升的其中一件案例。

## 襲擊
2020年4月23日，馬耀潘東哈萊姆區第三大道和東125街收集罐頭時，被鮑威爾從背後襲擊並將他推倒在地上。馬耀潘倒地後幾乎沒有掙扎意識，呈現側躺狀態，而鮑沃仍不斷針對其頭部攻擊，舉起腳又踩又踹了至少8下，馬耀潘隨後被送院治療，陷入昏迷狀態。但最終因腦出血在昏迷8個月逝世。

## 受害者
馬耀潘與妻子陳寶珍於2019年從廣東移居紐約，他在當地唐人街餐廳任職點心師傅。但由於新冠疫情影響下他失去了工作，而且沒有資格領取失業救濟，因此他開始收集瓶罐幫補生計。

## 嫌犯
來自紐約市的49歲非裔美國人賈羅德·鮑威爾於事發後2天被捕，他曾多次因其他罪行而入獄。他被控謀殺、重罪襲擊和仇恨犯罪指控。

## 另見
- 李伊謀殺案
- 維查·拉達納巴迪謀殺案
- 穆罕默德·安瓦爾謀殺案

## 引用文獻
1. ↑  . NBC News.   [2022-01-16]. （原始内容存档于2022-02-11） （英语）. The attack occurred in a wave of racially motivated attacks against Asian Americans nationwide. （页面存档备份，存于）
2. 1 2 3  . 明報新聞網 - 每日明報 daily news.   [2022-01-16]. （原始内容存档于2022-01-16） （中文（繁體））. （页面存档备份，存于）
3. 1 2  聯合新聞網. . 聯合新聞網. 20210428T110806Z  [2022-01-16]. （原始内容存档于2022-01-16） （中文（臺灣））.  （页面存档备份，存于）
4. ↑  . South China Morning Post. 2022-01-09  [2022-01-16]. （原始内容存档于2022-02-01） （英语）. （页面存档备份，存于）
5. ↑  . Sky News.   [2022-01-16]. （原始内容存档于2022-01-16） （英语）. （页面存档备份，存于）
6. ↑  . skypost.ulifestyle.com.hk.   [2022-01-16] （中文）.[]
7. ↑  Archive, View Author. . New York Post. 2021-04-27  [2022-01-16]. （原始内容存档于2022-01-17） （美国英语）. （页面存档备份，存于）